# بخش مرکزی شهرستان سلسله
بخش مرکزی شهرستان سلسله(بخش الشتر) یکی از بخش‌های شهرستان سلسله در استان لرستان ایران است.

## تقسیمات کشوری
- بخش مرکزی شهرستان سلسله 
  - دهستان دوآب
  - دهستان قلعه مظفری
  - دهستان هنام
  - دهستان یوسف‌وند

## جمعیت
بنابر سرشماری مرکز آمار ایران، جمعیت بخش مرکزی شهرستان سلسله در سال ۱۳۸۵ برابر با ۵۷۰۳۳ نفر بوده‌است که از این میان ۲۸۹۳۴ نفر مرد و بقیه زن بوده‌اند. این بخش ۱۱۹۶۴ خانوار دارد.

## مکانهای دیدنی
از زیباترین مکان‌های بخش مرکزی الشتر می‌توان به تپه شهدای گمنام(پارک صخره ای بابا داوود)،قلعه تاریخی مظفری،سراب زیبای هنام،سراب سیاهپوش،سراب جوانمرد،منطقه توریستی و گردشگری کهمان،تپه‌های گریران،مرقد شیخ امید علی دکاموند و کوهستان بکر و دست نخورده گرین که محل مناسبی برای کوهنوردی است نام برد.